# 尖沙咀消防局

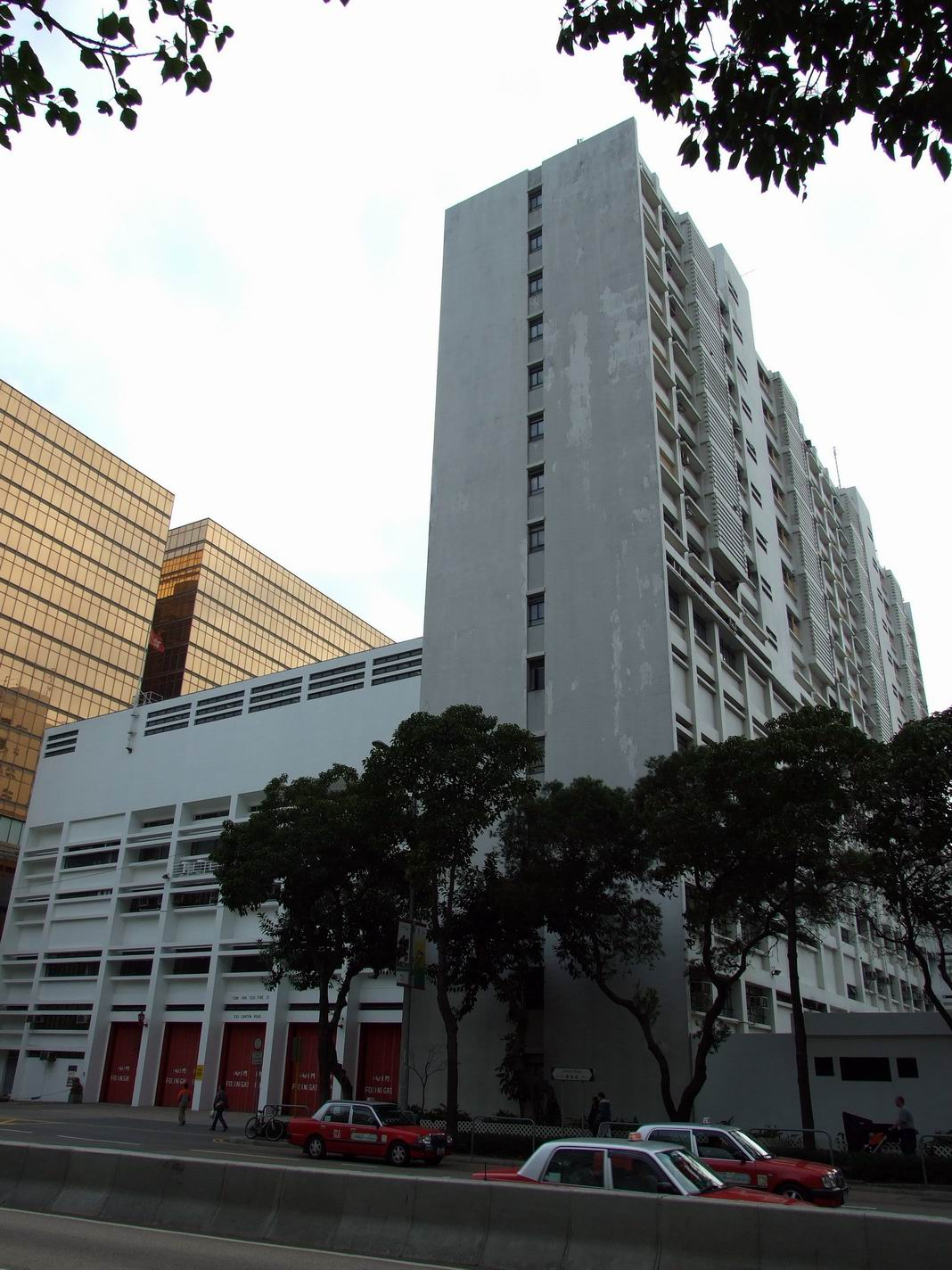
尖沙咀消防局

尖沙咀消防局（英語：Tsim Sha Tsui Fire Station）是香港的一座消防局，位處香港九龍尖沙咀廣東道333號，鄰近中港城，前身是九龍海軍船塢內的英國皇家海軍船魚雷維修場。
尖沙咀消防局的管轄範圍包括尖沙咀西部及南部，但不包括尖沙咀東部，該地區由尖東消防局管轄。
大樓內除消防局外，亦設有消防處的辦事處，包括消防九龍南區總部辦事處、西九龍防火分區辦事處、東九龍防火分區辦事處、新界區防火分區辦事處等。
舊尖沙咀消防局於1920年建成，是一座樓高兩層的紅磚建築，到了1970年代，尖沙咀發展迅速，舊尖沙咀消防局的地方不敷應用，故遷至廣東道現址。

## 外部連結
- 尖沙咀消防局